# Ochropleura triangularis
Ochropleura triangularis är en fjärilsart som beskrevs av Moore 1867. Ochropleura triangularis ingår i släktet Ochropleura och familjen nattflyn. Inga underarter finns listade i Catalogue of Life.